# Гай Папирий
Гай Папирий (на латински: Caius Papirius) e Pontifex Maximus на Древен Рим през 509 пр.н.е. според Дионисий Халикарнаски.
Гай Папирий е първият известен член на патрицианската фамилия на Папириите, автор на няколко закона. Съставя Leges Regiae, Jus Papirianum, Jus Civile Papirianum.